# 河北新報
河北新報（かほくしんぽう）は、宮城県仙台市に本社を置く河北新報社が発行する日刊新聞。主に宮城県内で購読される地方紙だが、東北地方のブロック紙として扱われることもある。発行部数（日本ABC協会調査）は朝刊38万2997部、夕刊3万4169部（2022年1-6月平均）。

## 概要
一力健治郎らが経営難の「東北日報」を引き継ぎ、「白河以北一山百文」（白河の関（現・福島県白河市）より北は、山ひとつ100文の価値しか持たないという意味があるとされる）から「河北」と改題して1897年（明治30年）1月17日に創刊した。
草創期、当時としては画期的な英文欄の創設、無休刊の宣言などを次々と行った。外勤記者の制服制帽着用や、全員の自転車取材を奨励し、周囲の目を驚かせた。なお明治10年（1878年）頃、在地の民権派が好んで広域的な「東北」という地名を各地の紙名に用いていたが、河北新報創刊の頃にはこの傾向は衰え、大正時代には河北新報以外に広域的な名称の新聞は東北地方から消えている。
東北6県で販売されており、特に地元・宮城県内での世帯普及率は70%に迫る高さである一方、宮城県以外の各県での世帯普及率の情報は皆無である。そのため、全般的に宮城県の県紙としての性格が色濃いが、東北地方全体の政治・経済および各地域の話題を俯瞰できるため、宮城県外では主に職場で読まれる傾向がある。なお、ごく初期には、東北地方諸藩からの開拓移民が多かった北海道でも販売されていたが、明治期に販売競争に敗れ撤退している。
2021年2月現在のコーポレート・スローガンは「『東』は未来」。1993年（平成5年）から使われている河北新報社のシンボルマークは、グラフィックデザイナーである永井一正の作品。
2018年10月1日からは経費節減のため、宮城県内11市町村で夕刊の当日配達を取りやめている。当日配達を続けるのは仙台周辺の10市町のみとし、他地域では夕刊を翌日付朝刊と一緒に届けることになった。
大阪府枚方市に本社がある河北新聞とは一切関係がない。

### 印刷
印刷は、2003年（平成15年）から泉パークタウン（仙台市泉区）にある河北新報印刷センターで行っている。同センターは超高速タワー型オフセット輪転機を備えており、他紙の印刷業務も一部受託している。2011年（平成23年）秋には朝日新聞の受託印刷を開始。2012年（平成24年）春からは読売新聞の受託印刷も行っている。
2023年（令和5年）3月、朝日新聞が設備の老朽化を受け、仙台工場（仙台日刊印刷、宮城野区）を閉鎖することに伴い、岩手、宮城、山形、福島各県の一部の印刷受託に留まっていたものを南東北3県全域分に拡大する。また仙台工場で印刷していた日刊スポーツ、日本農業新聞、日刊建設新聞も新たに河北新報が受託した。

## 紙面
1997年（平成9年）には米の栽培と人間生活を扱った連載企画「オリザの環」で日本新聞協会賞を受賞。また、社会問題化していたスパイクタイヤを全廃に追い込んだのは、河北新報の記事が発端であった事は特筆すべき事項でもある。
東北地方に関する記事だけでなく、東北にゆかりのある首都圏の知識人や文化人を独自に取材した記事を多く掲載している。
三大ブロック紙（北海道新聞・中日新聞・西日本新聞）などとの記事の交換も行っている。2020年現在、中日新聞系の東京新聞では当紙のオピニオン欄『声の交差点』一部投稿が転載されている（不定期）他、中日新聞などの三大ブロック紙に連載されている4コマ漫画（2022年現在は『ねえ、ぴよちゃん』）が掲載されている。また、近年では東北6県の他県紙（東奥日報、岩手日報、秋田魁新報、山形新聞、福島民報、福島民友）との連携企画も増えている（東北電力が協力している場合は新潟日報も加わる）。
スポーツ関連では、東北楽天ゴールデンイーグルスやベガルタ仙台、仙台89ERSをはじめとした「仙台のスポーツ」に関連した記事を多く取り扱っている。場合によって（勝利試合など）はスポーツ面のみでなく1面や社会面、ローカル面でも話題が取り上げられることもある。また数ページを使用した特集記事も時折掲載される。なお、楽天イーグルスについては紙面上の呼称は一貫して「東北楽天」となっており、「楽天」とのみ表記されることは原則的にない。河北新報オンラインの検索タグでは「楽天イーグルス」が使われている。中高の部活動などの大会結果は別にページを割り当てている。
毎週日曜日の第2朝刊には、宮城県内各地の小学校の様子を綴った「どきどき小学生」が掲載されている。

### ブロック紙としての性格
東北地方に販路と総局をもっており、「ブロック紙」とされているが、実際には本社を置く仙台市・宮城県からの視点で書かれた記事も多い。宮城県以外の5県では、役所、職場等で購読されていたり、公立図書館や大学図書館で備え付けているところも多いが、各県内の地元紙の勢力が強く、河北新報のシェアは高くはない。そのような事情もあり、2020年10月31日付をもって青森市以外での青森県での配達・販売を終了した。
宮城県外向けとなる早版（13版）の締切時刻は、国政選挙や統一地方選挙の翌日など特別な場合を除き、午後11時頃である。そのため、地方選挙の開票状況（最終確定票）が紙面に反映されないことが多い。選挙が行われた当該地域では、河北新報から配信された速報ファクスを販売店が独自にコピーして、開票翌日の新聞に折り込んで配ることが多い。

## 沿革
- 1897年1月17日 - 一力健治郎により創刊。
- 1952年 - 「河北文化賞」創設。
- 1957年 - 創刊60周年。
- 1987年 - 創刊90周年。
- 1993年 - CI導入。
- 1997年 - 創刊100周年。
- 2003年 - 河北新報印刷センター完成。
- 2007年 - 創刊110周年。
- 2017年 - 創刊120周年。
- 2020年 -  創刊123周年。
  - 7月27日 - 通算発行数が44444号となる。

## 県域面
- 2003年（平成15年）までは、各県ごとに県域面が存在していた。宮城版は日によって異なるが平均で4ページ、他県版は毎日1ページ[注 7]、あとのページは前日の夕刊の中面に差し替え）。
- 2004年（平成16年）の紙面刷新で、宮城版を除く県域面が廃止され「とうほく交流ワイド」面2ページが新設された（宮城版は「とうほく交流ワイド」面2ページに加えて、県域面「みやぎ」2ページ+「みやぎ地域ニュース」2ページの4ページが別途あり、宮城以外では前日の夕刊の中面に差し替え）。河北新報の発表データによると[どれ?]、2009年時点で宮城版以外の発行部数は約1.5万部と、全体の発行部数に比してごくわずかであり、県ごとに紙面を差し替える余裕がなくなったためと見られる[独自研究?]。
- 2008年（平成20年）4月からは「とうほく交流ワイド」面が「ワイド東北」面に宮城版の圏域面「みやぎ」が「みやぎ総合」、「みやぎ地域ニュース」が「みやぎ街ひと話題」に名称変更された。

## 4コママンガ
- 朝刊『ねえ、ぴよちゃん』（青沼貴子）
  - 2017年（平成29年）4月1日から連載。北海道新聞、中日新聞（東京新聞・北陸中日新聞・日刊県民福井）、新潟日報、神戸新聞、中国新聞、徳島新聞、愛媛新聞、西日本新聞にも掲載。
  - 2007年（平成19年）6月30日までは『あんずちゃん』（田中しょう）が、2007年（平成19年）7月1日から2012年（平成24年）1月31日までは『ちびまる子ちゃん』（さくらももこ）が、2017年（平成29年）3月31日までは『おーい 栗之助』（森栗丸）がそれぞれ連載されていた。
- 夕刊『くまモン』（作：サダタロー、監修：小山薫堂）
  - 熊本日日新聞、静岡新聞（日曜版「YOMOっと静岡」内）、中国新聞にも掲載。
  - 題字が縦書きであった2003年（平成15年）9月30日までは『ロボットけんちゃん』（藤井レオ）が掲載されていた。

## テレビ・ラジオ欄（番組表）
- 2024年3月現在の、新聞最終面に掲載されている第1テレビ面は、2024年1月5日に変更になったものがマイナーチェンジをしながら使用されている。それぞれ販売されている地域のテレビ局（宮城版は1県単位の放送局の表示。他県(宮城県外)版は最終面に岩手と山形がEテレを1/3サイズにした上で両県の放送局をひと括りに、中面に福島がフルサイズ、青森と秋田はハーフサイズでひと括りの上、同じくEテレの1/3サイズ版が加わる）のタイムテーブルが掲載されており、第2テレビ面では当日に放送される番組の解説や見どころと、主要局以外の衛星デジタル局と東北6県すべてのラジオ局のタイムテーブルが掲載されている。

朝刊
| 掲載地域       | 最終面（他県版中面） | ラジオ・衛星放送面 |
| -------------- | --- | --- |
| 宮城版         | （地上波 フルサイズ） - NHK総合（仙台放送局） - NHK Eテレ（仙台放送局） - tbcテレビ - 仙台放送 - ミヤギテレビ - 東日本放送 ※県外テレビ局の番組表は載せていない （衛星放送 ハーフサイズ 地上波の右隣） - NHK BS - NHK BSプレミアム4K （衛星放送 クォーターサイズ NHKBSの右隣） - BS11 イレブン - BS12 トゥエルビ （衛星放送 クォーターサイズ テレビ欄の下部） - BS日テレ - BS朝日 - BS-TBS - BSテレ東 - BSフジ （BSフジの右隣に解説） | ※全県共通内容 （衛星放送 1段目） ※衛星放送はすべてクォーターサイズ - NHK BS8K - WOWOWプライム - WOWOWライブ - WOWOWシネマ - BS10 - スター・チャンネル （衛星放送 2段目） - 放送大学テレビ - J SPORTS1 - 同2 - 同3 - 同4 - BSよしもと （衛星放送欄の左隣に解説） （ラジオ 1段目） ※特記なしはハーフサイズ。ラジオ欄の周波数はNHKを除き各局とも親局（AMはワイドFMの周波数も含む）のみ掲載 - NHKFM（仙台） - Date FM - tbcラジオ ※以上3局はハーフサイズより少し大きめ。その下段に占い - NHK第1〔仙台〕 （解説を挟んで） - IBCラジオ - ラジオ福島 - 山形放送 - 青森放送 - 秋田放送 （ラジオ 2段目） - NHK第2（仙台） - ラジオNIKKEI - エフエム岩手 - ふくしまFM - エフエム山形 - エフエム青森 - エフエム秋田 |
| 他県版・最終面 | （地上波 フルサイズ） - NHK総合 - IBC岩手放送 - テレビ岩手 - 岩手めんこいテレビ - 岩手朝日テレビ - テレビユー山形 - 山形放送 - 山形テレビ - さくらんぼテレビ （地上波 クォーターサイズ） - NHK Eテレ （衛星放送 クォーターサイズ） - Eテレの隣にNHK BS・BSプレミアム4K・BS日テレ・BS朝日・BS-TBS・BSテレ東・BSフジ・BS11 イレブン・BS12 トゥエルビの順に掲載 ※地上波の青森・秋田局は、フルサイズ収録の岩手局の右隣にハーフサイズ（上段・青森、下段・秋田）で収録 ※宮城県版以外は地上波の収録局が多いためNHKのEテレとBS2チャンネルはクォーターサイズに縮小の上で掲載。後述する中面も同じ ※宮城県版以外の県外テレビ局の番組表は地方版の宮城県のもの以外載せていない | ※全県共通内容 （衛星放送 1段目） ※衛星放送はすべてクォーターサイズ - NHK BS8K - WOWOWプライム - WOWOWライブ - WOWOWシネマ - BS10 - スター・チャンネル （衛星放送 2段目） - 放送大学テレビ - J SPORTS1 - 同2 - 同3 - 同4 - BSよしもと （衛星放送欄の左隣に解説） （ラジオ 1段目） ※特記なしはハーフサイズ。ラジオ欄の周波数はNHKを除き各局とも親局（AMはワイドFMの周波数も含む）のみ掲載 - NHKFM（仙台） - Date FM - tbcラジオ ※以上3局はハーフサイズより少し大きめ。その下段に占い - NHK第1〔仙台〕 （解説を挟んで） - IBCラジオ - ラジオ福島 - 山形放送 - 青森放送 - 秋田放送 （ラジオ 2段目） - NHK第2（仙台） - ラジオNIKKEI - エフエム岩手 - ふくしまFM - エフエム山形 - エフエム青森 - エフエム秋田 |
| 他県版・中面   | （地上波 フルサイズ） - NHK総合 - 福島テレビ - 福島中央テレビ - 福島放送 - テレビユー福島 （地上波 ハーフサイズ） - 青森放送 - ATV青森テレビ - 青森朝日放送 - 秋田放送 - 秋田テレビ - 秋田朝日放送 （地上波 クォーターサイズ） - NHK Eテレ （衛星放送 クォーターサイズ） - 最終面と同じ | ※全県共通内容 （衛星放送 1段目） ※衛星放送はすべてクォーターサイズ - NHK BS8K - WOWOWプライム - WOWOWライブ - WOWOWシネマ - BS10 - スター・チャンネル （衛星放送 2段目） - 放送大学テレビ - J SPORTS1 - 同2 - 同3 - 同4 - BSよしもと （衛星放送欄の左隣に解説） （ラジオ 1段目） ※特記なしはハーフサイズ。ラジオ欄の周波数はNHKを除き各局とも親局（AMはワイドFMの周波数も含む）のみ掲載 - NHKFM（仙台） - Date FM - tbcラジオ ※以上3局はハーフサイズより少し大きめ。その下段に占い - NHK第1〔仙台〕 （解説を挟んで） - IBCラジオ - ラジオ福島 - 山形放送 - 青森放送 - 秋田放送 （ラジオ 2段目） - NHK第2（仙台） - ラジオNIKKEI - エフエム岩手 - ふくしまFM - エフエム山形 - エフエム青森 - エフエム秋田 |

夕刊
| 最終面 | 中面                                                                             |
| --- | -------------------------------------------------------------------------------- |
| （地上波 フルサイズ） - NHK総合（仙台放送局） - NHK Eテレ（仙台放送局） - tbcテレビ - 仙台放送 - ミヤギテレビ - 東日本放送 （衛星放送 ハーフサイズ 地上波の右隣） - NHK BS - NHK BBSP4K （衛星放送 クォーターサイズ テレビ欄の下部） - BS日テレ - BS朝日 - BS-TBS - BSテレ東 - BSフジ - WOWOWプライム - BS11 イレブン - BS12 トゥエルビ - BS10 - スターチャンネル | （ラジオ クォーターサイズ×2行） - NHK第1 - NHK第2 - tbcラジオ - NHK FM - Date fm |

- 1960年代末（アナログUHFテレビ局開局前）頃までは、地元在仙局を含む東北6県全テレビ局に加え、在京テレビ局[注 8]、北海道放送[注 9]、新潟放送のテレビ欄も掲載されていた[13]。
- 1960年代末のアナログUHFテレビ局開局後からは、在京テレビ局と新潟放送の掲載が無くなり、北海道放送のテレビ欄は青森版のみ別ページに掲載となった。
- 1990年代中ごろから2003年（平成15年）までは、全域で第二・第三テレビ面がなく、県域面（後述）があったことから、宮城版、福島版、山形版、岩手版、青森・秋田版の区分で掲載されていた。2004年（平成16年）の紙面刷新（宮城版以外の県域面廃止）で、宮城版、南版（福島・山形）、北版（岩手・青森・秋田）に再編。2010年（平成22年）4月からは宮城を除く地域では6県分の番組表が掲載されるようになったが、宮城・岩手・山形・福島は最終面にハーフサイズでの掲載だった（中面の秋田、青森はフルサイズのまま）。2010年6月から下記の区分に変更された。
- 2015年（平成27年）2月28日までは、宮城版（宮城県内向け。地上波テレビ番組も県内のもののみ収録）と他県版の二本建てとなっていた。他県版のNHKテレビ番組表は以下の取扱いとなっていた。
  - 総合テレビ - 第一テレビ面で盛岡局、第二テレビ面で福島局、第三テレビ面で青森局の番組表を掲載。山形局のローカル番組は第二テレビ面で（山形別）と、秋田局のローカル番組は第三テレビ面で（秋田別）と表記される。その関係から、第三テレビ面の総合テレビ番組表のみリモコンキーIDの表示が無い（青森局と秋田局でリモコンキーIDが異なるため）。
  - Eテレ - 第一テレビ面に盛岡局の番組表を掲載。福島局・山形局・青森局・秋田局のローカル番組が放送される時には（○○別）と表記される。

（2015年2月28日までの掲載順。特記のないものはフルサイズ）
- 2022年（令和4年）10月10日までは宮城版、岩手版、青森・秋田版、山形・福島版の4本立てになっていた。詳しくは下記の通り。

- 2024年（令和6年）1月4日までは岩手のフルサイズ版の左横に青森と秋田のテレビ局をハーフサイズにして、岩手・青森・秋田版としての3本立てになっていた。
- 山形県の民放局だけ開局順の配列になっていないが（最先発局は山形放送）これは、山形県の民放4局のうちテレビユー山形に対してのみ河北新報が出資をしていることが理由とされている。
- 河北新報の第2テレビ面における「番組解説・見どころ」の放送局名表記は2023年3月29日までは以下のようになっていた。ただし、紹介された当該番組を放送しない局がある場合や、放送開始時刻が異なる場合はこの限りではない。その後2023年3月30日以降は宮城県以外の放送局名は下記のようにまとめられた。
  - TBS系列 - （tbc 青森テ IBC ユー福島 ユー山形）→tbcほか
  - フジテレビ系列 - （仙台 秋田テ 福島テ めんこい さくらんぼ）→仙台ほか
  - 日本テレビ系列 - （ミヤギ 青森 秋田 テレ岩手 山形 福島中央）→ミヤギほか
  - テレビ朝日系列 - （東日本 山形テ 福島 岩手朝 秋田朝 青森朝）→東日本ほか

このように放送局名表記を行っていたのは、クロスネット局が存在していたり、番組販売などによる遅れネットが存在していた頃の名残といえる。
- なお、岩手・宮城・福島県ではアナログ放送終了が2012年3月31日まで延期されたが、他の3県を含め朝刊にはアナログ放送のチャンネル番号は記載されなかった（1970年代前半ごろまでは主要中継局のチャンネル数字がテレビ局名の下に掲載されていた）。仙台都市圏で発行されている夕刊には、この前日の3月30日までアナログ放送のチャンネル番号（仙台本局）が記載されていた。
- ラジオ・衛星デジタル放送面は全域で共通のフォーマットを使用し、東北六県全てのラジオ局とラジオNIKKEIを掲載。2011年（平成23年）10月からデジタル教育サブチャンネルはBSスカパーの下1/4サイズ程度を使って掲載するようになった。さらに2012年3月30日からはJ SPORTS1・2・3の番組表を1/2サイズで新たに掲載（これにより、スター・チャンネル1、BS11、TwellVは1/2サイズに縮小）。また、NHKラジオは仙台放送局の番組表となっている（NHKラジオ第1とNHK-FMの深夜放送休止は宮城県内のみフォロー。宮城県外でローカル番組が組まれる場合の注記は一切ない）。NHK-FMとDate FM、TBCラジオは枠が1段分大きい。また毎週金曜日はtbc聴きどころと称してtbcラジオ局編成業務部のコメントが掲載されている。なおDate FM以外FM放送局の2023年3月29日までと同年3月30日以降のラジオの聴きどころの放送局名表記は下記の通り。
  - ジャパン・エフエム・ネットワーク - （Date 岩手 秋田 青森 山形 福島）→Dateほか

過去にはTBSラジオ、文化放送、ニッポン放送、ラジオ日本の深夜番組枠が掲載されていた。
- ラジオ欄に関しても、1960年代末頃までは東北地方全ラジオ局、在京ラジオ局、北海道放送[注 10]、新潟放送のラジオ欄も掲載され[13]、1960年代末からは、日本短波放送（後のラジオNIKKEI）を除く在京ラジオ局と新潟放送のラジオ欄が非掲載となった。北海道放送のラジオ欄は、HBCテレビ欄の下にまとめられた。

## 東北地方太平洋沖地震
- 2011年3月11日14時46分に発生した東北地方太平洋沖地震（東日本大震災）により、南三陸町の志津川支局は津波で流され、石巻総局や気仙沼総局なども浸水の被害を受けた。
- 本社ではCTSが転倒したために新聞製作が困難になり、災害協定を結んでいた新潟日報社が地震発生を知らせる号外を作り、そのデータを河北新報社に送信して河北新報社の印刷所で印刷した。
- 翌日12日付けの朝刊は河北新報の記事を回線を使い新潟日報社に送って紙面を作成、同様に河北新報社の印刷所で印刷し、被害の大きかった地域を除き宅配も行われた。この日の朝刊は8ページだが（通常は26ページ 番組表も宮城県のもののみを掲載し、テレビ・ラジオを1頁にまとめる特例版＜宮城県外の局はラジオを含め割愛＞となった）、写真を多数掲載し、宮城県および東北地方各地の被害を伝えた。これ以降は本社で全ての新聞製作が行われた。
- 3月13日（日）には、朝刊の他に午後に号外も配られた。12日、13日の新聞は一部の販売店で無料で配られた。震災関係の記事は河北新報の特設ページに掲載されているほか、同社が全国向けに出版した震災記録写真集にも12-14日朝刊の一部が収録されている。
- 東北地方太平洋沖地震発生（3月11日）から翌日（3月12日）の朝刊を刷り上げるまでの河北新報社内のドキュメントが、『河北新報のいちばん長い日 震災下の地元紙』という書物に纏められて出版された[14]。
- 震災一周年となる2012年3月11日と12日には、東北地方太平洋沖地震で亡くなった人物15,854人全員の名前を載せた（宮城県内の人物については11日付に、県外の人物については12日付に掲載）。以後毎年3月11日の朝刊に、1年間に死亡が確認された人物の氏名を掲載している。

## トラブル
- 2013年1月22日夜、河北新報印刷センターにある輪転機の一部で、輪転機を冷やすモーターが故障した。この修理に約3時間を要したため、トラックで新聞を輸送する秋田県の全域と青森県及び岩手県・福島県の一部で1月23日付の朝刊（約1700部）が配達されない事態が発生した。なお、同日付の朝刊は、翌1月24日付の朝刊と同時に配達された。

## 不祥事
- 2025年4月4日 -  仙台地検は、20代の女性にわいせつな行為をしたとして、不同意わいせつ罪で河北新報社の30代男性記者を在宅起訴したと発表。仙台市内で知人の20代女性にいきなり抱きつき、体を押し付けるなどしたとしている[15]。

## 関連紙
- 石巻かほく - 三陸河北新報社が発行する石巻市、東松島市、女川町の地域紙。河北新報とセットでのみ購読可能。
- リアスの風 - 三陸河北新報社気仙沼支社が発行する気仙沼市の週刊地域紙。
- どきどき小学生 - 河北新報社が発行する小学生向け新聞。